# 가남역
가남역(Ganam station, 加南驛)은 경기도 여주시 가남읍에 위치한 중부내륙선의 철도역이다.

## 연혁
- 2021년 11월 17일: 철도거리표 고시[1]
- 2021년 12월 31일 : 개통과 함께 영업 개시

## 역 구조
1면 2선의 섬식 승강장이나, 복선화를 대비해 2면 4선으로 설계하였다.승강장에는 스크린도어가 설치되어 있다.

### 승강장
| ↑부발           |
| １２ \| ３４ \| |
| 감곡장호원↓     |

| 1 | 중부내륙선 | KTX | 판교 방면        |
| 2 | 중부내륙선 | KTX | 충주 · 문경 방면 |

## 역 주변
도보로 15분 거리에 가남읍 시내가 위치해 있다.

## 인접한 역
| 중부내륙선     | 중부내륙선     | 중부내륙선           |
| -------------- | -------------- | -------------------- |
| 부발 판교 방면 | KTX 중부내륙선 | 감곡장호원 문경 방면 |